# ランチョサンタマルガリータ
ランチョサンタマルガリータ（Rancho Santa Margarita）は、アメリカ合衆国カリフォルニア州のオレンジ郡にある都市。人口は4万7949人（2020年）。ロサンゼルス大都市圏に含まれる。市の周辺は国勢調査指定地域である。市名はメキシコ領時代にあった牧場に由来している。

## ギャラリー

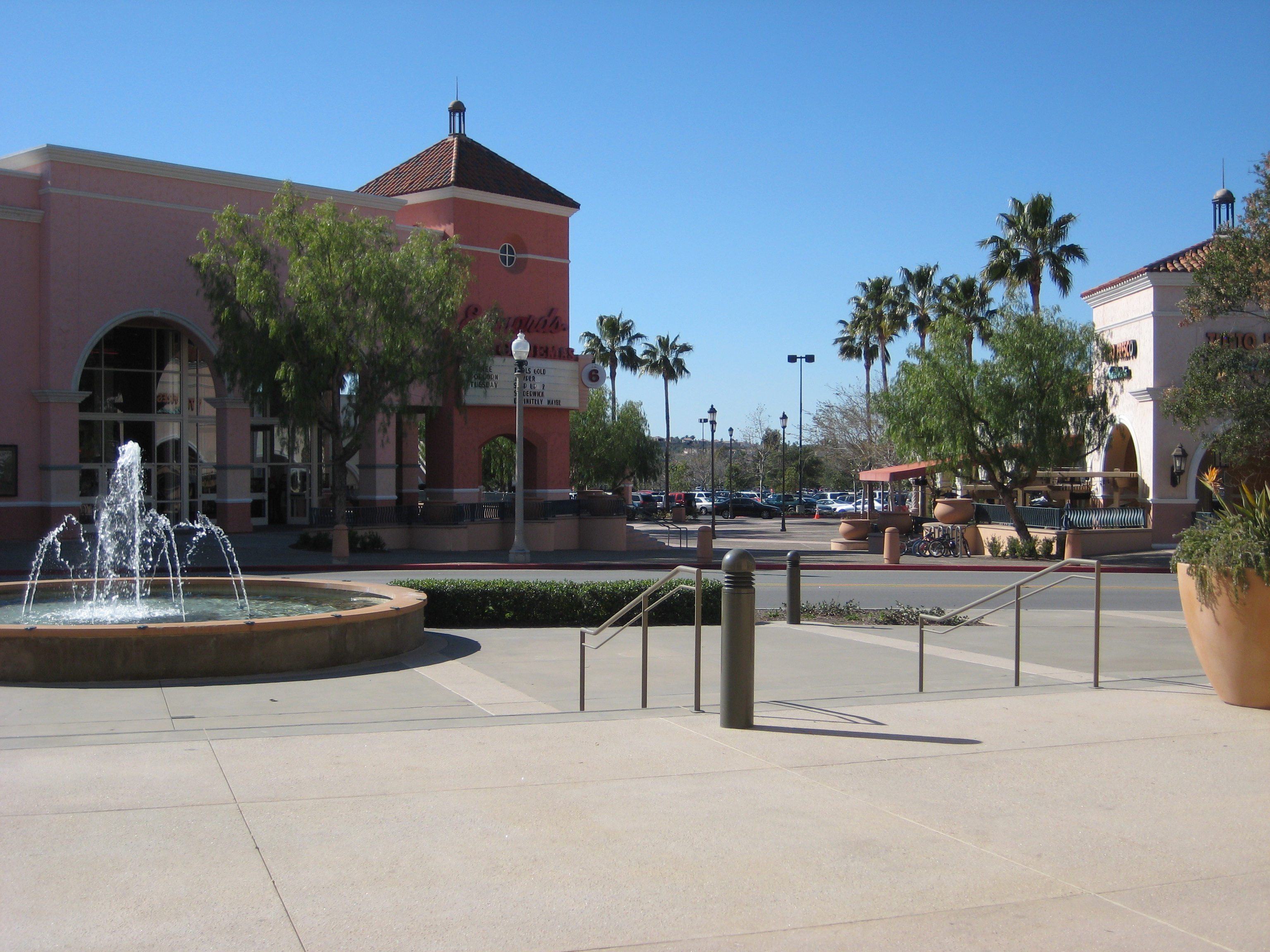
シビックプラザ
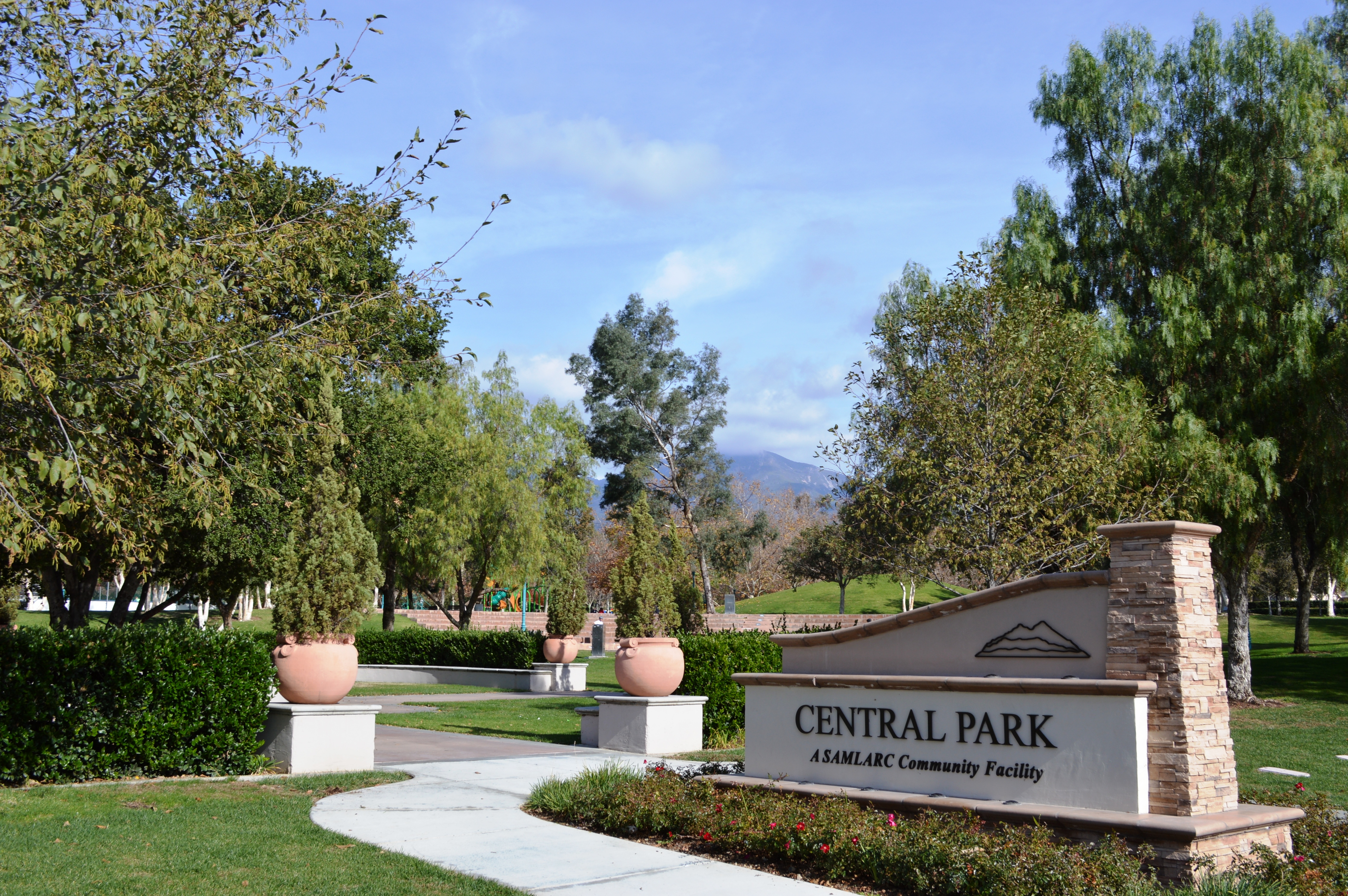
セントラルパーク
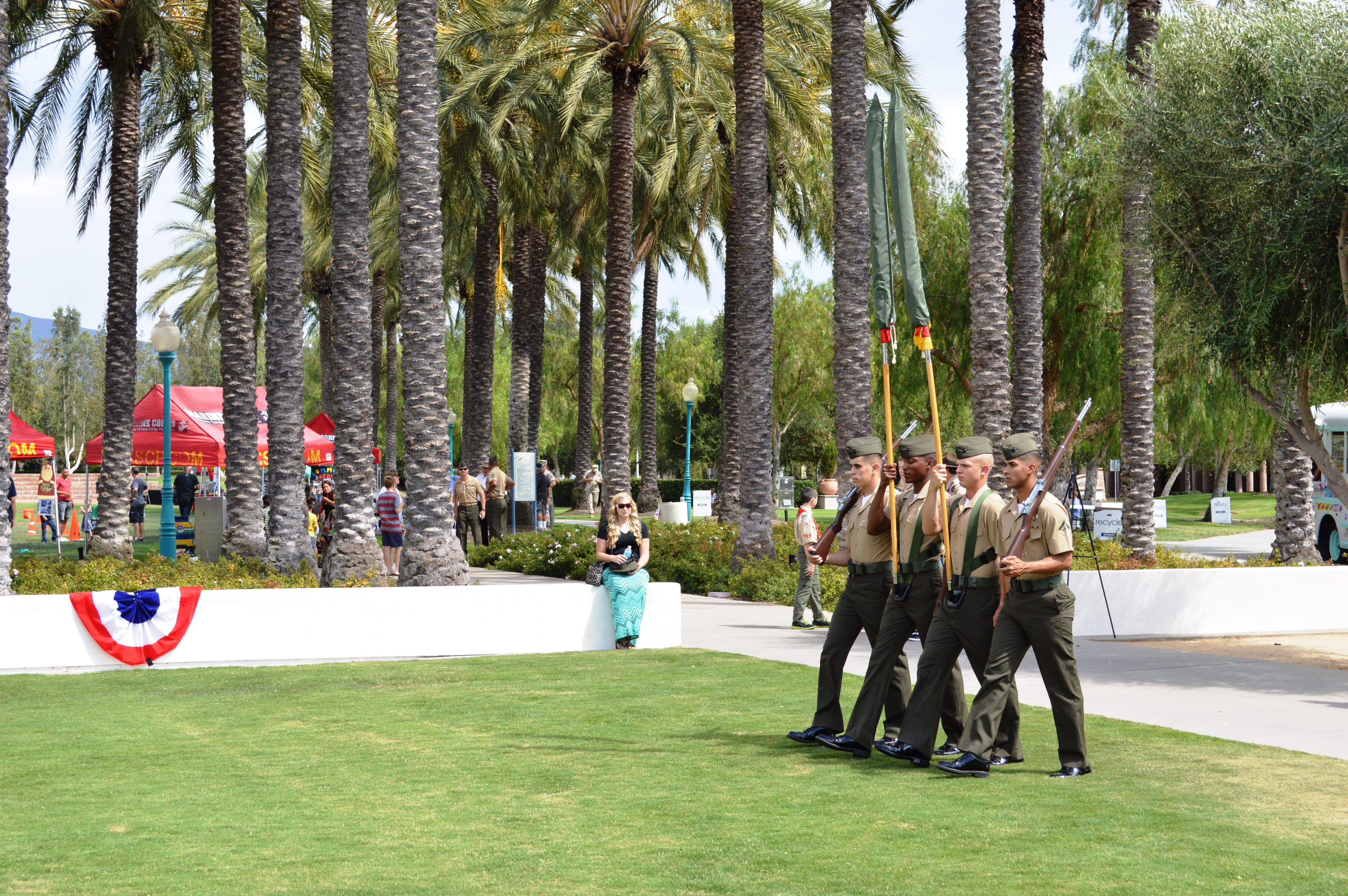
愛国者の日